# Zielona (Bochnia)
Pour les articles homonymes, voir Zielona.
Zielona est une localité polonaise de la gmina de Drwinia, située dans le powiat de Bochnia en voïvodie de Petite-Pologne.